# Koh Gabriel Kameda
Koh Gabriel Kameda (Friburgo de Brisgovia, el 14 de enero de 1975) es un concertista y profesor de violín germano-japonés.

## Biografía
A la edad de 12 años fue admitido en la Hochschule für Musik de Karlsruhe donde comenzó a estudiar con el profesor Josef Rissin, con quien continuó hasta finalizar sus estudios obteniendo matrícula de honor en el examen final. En 1993 el violinista y director Pinchas Zukerman se fijó en él y le propuso estudiar con él en la Manhattan School of Music de New York.
Koh Gabriel Kameda debutó en 1988, a los 13 años con el concierto de violín Nº5 de Henri Vieuxtemps en la Sala Weinbrennersaal de Baden-Baden, con la Orquesta Sinfónica de Baden-Baden. 
Desde entonces continuó su carrera en diversas salas de concierto en Europa, Asia, Norte- y Sudamérica, trabajando con diferentes agrupaciones y orquestas: Orquesta Estatal Sajona de Dresde, Berliner Sinfonikern, Hamburger Symphoniker, Sinfonie Orchester des Südwest Rundfunk, Tübinger Kammerorchester, ORF Sinfonie Orchester Wien, Belgium Radio and Television Philharmonic Orchestra BRTN, Osaka Symphony Orchestra, Orquesta Filarmónica de Israel, Japan Philharmonic Orchestra, Zürcher Kammerorchester, Kölner Kammerorchester, National Symphony of Ireland, Orquesta Sinfónica del Estado de México, Philharmonica Hungarica, Tokyo Symphony Orchestra, Nueva Filarmónica de Japón, Tokyo Metropolitan Orchestra, The Tokyo Chamber Philharmonic, Thailand Philharmonic Orchestra, Athens State Symphony Orchestra y la Orquesta Sinfónica de Venezuela entre otras.
Además Kameda es ganador de otros premios en concursos de violín tanto nacionales e internacionales, como el concurso alemán de “Juventudes Musicales”, el Concurso Internacional de Violín Kloster Schöntal o el Festival de Eurovisión de Jóvenes Músicos 1990 celebrado en Viena, que pudo seguirse en toda Europa a través de la televisión, interpretando con tan solo 15 años el concierto de Brahms en la gran sala de la Wiener Musikverein. En 1997 Kameda ganó 1.er Premio en el Concurso Internacional de Violín Henryk Szeryng en México.
Kameda a través de sus proyectos que abarcan distintos géneros musicales y versátiles actividades, consiguió un lugar propio especialmente en la vida musical de Japón. En 2000 logró cinco veces un lleno absoluto de la Suntory-Hall, la sala de conciertos más importante de Japón. Diez años antes, en 1990, exactamente en esta sala y en la Symphony-Hall en Osaka había debutado con dos conciertos de violín en el programa. Su carrera en Japón comenzó cuando colaboró, junto con el escritor Michael Ende y la diseñadora de moda Hanae Mori, en la película para televisión Einstein-Roman para la Corporación Emisora de Japón NHK, en la que interpretó el papel principal además de interpretar la banda sonora.
Simultáneamente surgió la grabación de un disco láser, que fue el primer disco láser de música clásica que se editó en Japón, y de la película en formato Hi-Vision (HDTV), que fue mostrada en el Festival de Cannes de 1989.
Un encuentro muy importante para Koh Gabriel Kameda fueron los conciertos con Witold Lutoslawski en 1993. Casi un año antes de la muerte del compositor polaco, tocó bajo su dirección la obra Chain II, dando lugar a un CD con la última grabación en vivo del compositor.
En 1994 fue presentado en el Mann Auditorium de Tel Aviv, por Pinchas Zukerman como “invitado sorpresa”, tocando bajo su dirección el concierto de violín de Piotr Ilich Chaikovski con la Orquesta Filarmónica de Israel.
Uno de los siguientes proyectos de Kameda fueron sus conciertos benéficos en hospitales, que formaron parte de un documental de TV Tokyo de 60 minutos, que fue retransmitido en Japón en 1999 y tuvo una gran resonancia.
En abril de 2002 Kameda presentó en Japón, con la Nueva Filarmónica de Japón bajo la dirección del maestro Gerard Schwarz, el estreno del concierto de violín de Louis Gruenberg (encargado y grabado por primera vez por Jascha Heifetz en 1945), sobre el que la hija de Gruenbergs, Joan Gruenberg Cominos, comentó: “Estoy sobre todo entusiasmada con la brillante ejecución del concierto de violín de mi padre. Esta pieza tan difícil se ha perfeccionado y tocado maravillosamente”.
Harald Eggebrecht en su libro “Grandes Violinistas” escribió: “Así él lo ha estrenado en 2002 en Japón, lo que anteriormente en 1945 Jascha Heifetz encargó a Louis Gruenberg. El DVD con la grabación del concierto en el ensayo general transmite la impresión de que esta pieza de extremada dificultad técnica fuese escrita para Kameda, debido a la naturalidad y la libertad con que toca éste joven…”.
En primavera de 2006 fundó en Japón la Orquesta The Tokyo Chamber Philharmonic, con la que en mayo de 2006 realizó, como director y como solista, la primera gira en Japón. Desde este año Kameda ha realizado varias actuaciones junto con la Tokyo Chamber Philharmonic al igual con diversos directores invitados.
En el 2009 Kameda realizó un nuevo estreno del concierto de Louis Gruenberg y tocó por primera vez esta obra en México junto con el maestro Edwin Outwater y la Orquesta Filarmónica de la Ciudad de México.
Al año siguiente el Maestro Kameda se dedicó al concierto para violín y orquesta del compositor mexicano Manuel M. Ponce, el cual fue dedicado a Henryk Szeryng, llevándolo en una gira de conciertos con la Orquesta Sinfónica del Estado de México bajo la dirección de Enrique Bátiz concluyendo con una presentación en el Festival Internacional de Música y Danza de Granada en el Palacio de Carlos V el cual fue grabado por la televisión española y que será publicado en el futuro.
Kameda fue profesor en la Escuela de Música, Teatro y Danza en Zúrich desde 2004 hasta 2009. En 2010 aceptó su actual puesto de profesor de violín en la Universidad de Música de Detmold.
Koh Gabriel Kameda toca el violín “Holroyd” de Antonius Stradivarius, Cremona de 1727.